# The Sure Thing
The Sure Thing (no Brasil, Garota Sinal Verde e em Portugal, A Coisa Certa) é um filme norte-americano de comédia romântica de 1985, estrelado por John Cusack.

## Sinopse
O calouro de faculdade Gib (John Cusack) quer atravessar os Estados Unidos para visitar um amigo na Califórnia, durante as férias de inverno. Uma menina sexy, que seu amigo disse ser a coisa certa, aguarda sua chegada. Enquanto isso, Allison (Daphne Zuniga), uma garota engraçadinha da faculdade de Gib, decide ir com ele até lá. Allison e Gib estão juntos em uma viagem infernal: ela não o suporta e ele quer simplesmente chegar a Los Angeles, para saber qual é a coisa certa.

## Elenco
- John Cusack - Walter "Gib" Gibson
- Daphne Zuniga-  Alison Bradbury
- Nicollette Sheridan-  "A garota sinal verde"
- Viveca Lindfors - Professor Taub
- Anthony Edwards - Lance
- Tim Robbins - Gary Cooper
- Boyd Gaines - Jason
- Lisa Jane Persky - Mary Ann Webster
- Larry Hankin - Trucker
- Sarah Buxton - Sharon